# Джек Маккензі
Джек Маккензі (англ. Jack MacKenzie, нар. 4 липня 2000, Абердін) — шотландський футболіст, захисник англійського клубу «Плімут». Виступав також за клуби «Форфар Атлетік» і «Абердин». Володар Кубка Шотландії.

## Ігрова кар'єра
Джек Маккензі народився 2000 року в місті Абердін, та є вихованцем футбольної школи місцевого клубу «Абердин». У 2020 році керівництво клубу віддало гравця в річну оренду до команди «Форфар Атлетік». У 2021 році Маккензі повернувся до складу «Абердина», де став гравцем основного складу команду. У сезоні 2024—2025 років футболіст став у складі команди володарем Кубка Шотландії. З 2025 року Джек Маккензі грає у складі англійського клубу «Плімут».

## Титули і досягнення
- Володар Кубка Шотландії (1):

«Абердин»: 2024–2025